# Sanfrid (namn)
Sanfrid är ett mansnamn, som hade namnsdag den 25 september under åren 1986 till 1993, då namnet utgick. År 2023 fanns det 182 män i Sverige med namnet Sanfrid.

## Personer med namnet Sanfrid
- Sanfrid Takala, finländsk sångare och musiker
- Sanfrid Mustonen, amerikafinländsk sångare och körledare
- Sanfrid Neander-Nilsson, svensk arkeolog